# Bryocodia castrena
Bryocodia castrena är en fjärilsart som beskrevs av Jones 1914. Bryocodia castrena ingår i släktet Bryocodia och familjen nattflyn. Inga underarter finns listade i Catalogue of Life.